# 𠅤文林
𠅤文林（1941年9月—），男，青海乐都人，中华人民共和国政治人物，曾任青海省公安厅厅长，青海省人大常委会副主任。